# Sonate pour violoncelle et piano de Ferroud
Pour les articles homonymes, voir Sonate pour violoncelle et piano.
La Sonate pour violoncelle et piano, ou Sonate en La, est une œuvre de musique de chambre de Pierre-Octave Ferroud composée en 1932.

## Présentation
La Sonate pour violoncelle et piano de Pierre-Octave Ferroud est une sonate pour violoncelle et piano en la composée en 1932,.
L'œuvre, dédiée à Serge Prokofiev, est créée le 28 avril 1933 à l'École normale de musique de Paris lors d'un concert de Triton, par le violoncelliste Maurice Maréchal et le pianiste Robert Casadesus,.
La partition est publiée en 1933 par Durand.

## Structure
La Sonate pour violoncelle et piano, écrite dans un « langage résolument moderne » au sein d'une « forme [qui] renoue avec la tradition vivace et légère de la musique instrumentale ancienne », est en trois mouvements, :
1. Capriccio. Allegro moderato dans lequel se dégage une « certaine fantaisie[1] » ;
2. Intermezzo. Allegretto « tout en souplesse[1] » ;
3. Rondo. Molto vivace, finale qui « semble guidé par un esprit malicieux[1] ».

La pièce, d'une durée moyenne d'exécution de quatorze minutes trente environ, constitue, selon Claude Rostand, « l'aboutissement de l'esthétique objective du musicien et aussi de ses préoccupations contrapuntiques : on observe en effet qu'à l'imitation des sonates de Bach, celle de P.-O. Ferroud est composée en contrepoint à trois parties, l'une étant confiée au violoncelle, l'autre à la main droite du piano, la dernière à la main gauche. Contrepoint souple, léger, jamais contraint et constamment animé d'une aérienne et libre fantaisie ».

## Discographie
- Sonates françaises, avec la Sonate pour violoncelle et piano de Marcelle Soulage et la Sonate pour violoncelle et piano de Paul Viardot, Odile Bourin (violoncelle) et Geneviève Ibanez (piano), Anima Records, 2011.